# Fladnitzbach
Der Fladnitzbach (auch: Fladnitz) ist ein Fluss im niederösterreichischen Mostviertel. Der Fladnitztal-Radweg führt teilweise entlang des Flusses. 

## Name
Der Name leitet sich vom slawischen Wort *Blatьnica ab, welches eine Zusammensetzung aus dem Wort *blatьna für 'sumpfig' und dem Suffix -ica darstellt.

## Verlauf und Einzugsgebiet
Er hat seinen Ursprung nördlich von Karlstetten, tritt aber erst östlich von Karlstetten mit erkennbarem Bachbett wieder zutage. In weiterer Folge durchfließt er die Orte Obermamau und Flinsdorf, bevor an der Stadtgrenze zu St. Pölten der Weiternbach in die Fladnitz einmündet. Nach dem Passieren von Großhain, Zagging und Rottersdorf münden in Statzendorf sowohl der Noppenbach als auch der Anzenhofer Bach ein. Danach verlässt der Fladnitzbach den Bezirk St. Pölten und durchfließt ab Meidling den Bezirk Krems. Nach Paudorf, wo der Höbenbach einmündet, erreicht die Fladnitz bei Steinaweg das Donautal. In Steinaweg mündet mit dem Halterbach auch der letzte größere Zufluss ein. Nach dem Durchfluss durch Furth bei Göttweig und Palt mündet der Fladnitzbach gegenüber Krems an der Donau in die Donau. Ursprünglich mündete der Fladnitzbuch nördlich von Thallern und Brunnkirchen ostwärts im Auengebiet in die Donau. Durch den Bau der Kremser Schnellstraße wurde der Verlauf der Fladnitz nördlich von Palt reguliert. An der Stelle, an der die Fladnitz nördlich von Palt einen Knick nach Osten vollzog, wurde ein streng nordwärts orientierter Durchstich zur Donau angelegt. Der alte Bachverlauf ist noch als Rinnsal erkennbar.
Das Gewässersystem um die Fladnitz entwässert den über dem Viehofner Kogel gelegenen Teil der Stadt St. Pölten um Weitern und Ragelsdorf, im Bezirk St. Pölten den östlichen Teil der Gemeinde Karlstetten, die Gemeinden Obritzberg-Rust und Statzendorf sowie einen Großteil der Gemeinde Wölbling. Weiters werden im Bezirk kleinere Teile der Gemeinden Neidling, Herzogenburg, Inzersdorf-Getzersdorf und Nußdorf ob der Traisen entwässert. Im Bezirk Melk entwässert die Fladnitz einen kleinen Teil der Gemeinde Dunkelsteinerwald, im Bezirk Krems-Land einen Großteil der Gemeinden Paudorf und Bergern im Dunkelsteinerwald sowie Teile der Gemeinden Furth bei Göttweig, Mautern an der Donau und Rossatz-Arnsdorf.

### Zuflüsse

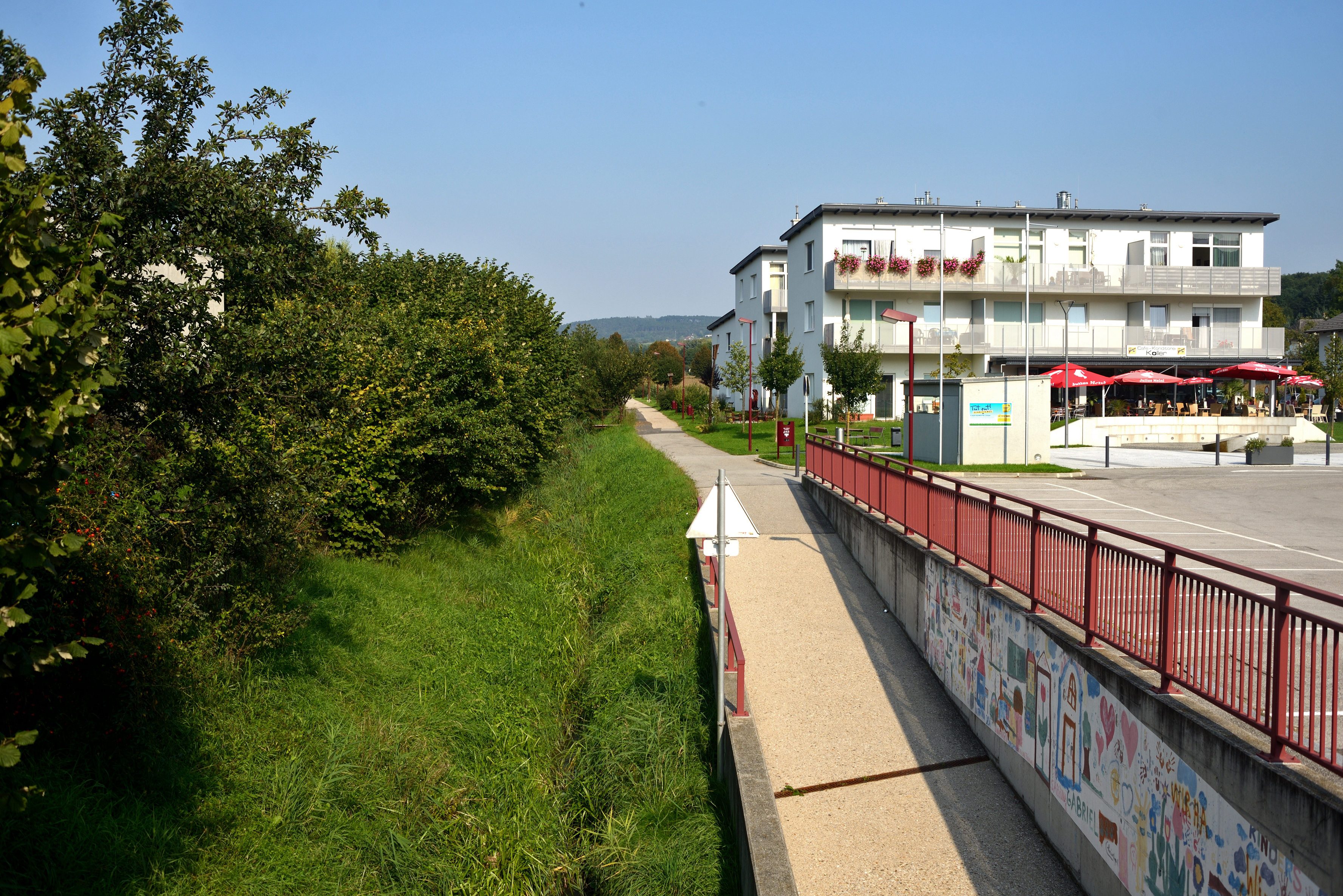
Höbenbach in Paudorf

#### Weiternbach
Der Weiternbach entspringt nahe Weitern im St. Pöltner Stadtteil Viehofen. In seinem Verlauf durchfließt er Weitern und Ragelsdorf und mündet zwischen Flinsdorf und Großhain von rechts in die Fladnitz, die hier nach Norden abknickt. Er entwässert den über dem Viehofner Kogel gelegenen Teil der Stadt St. Pölten sowie Teile des Pittnerberges.

#### Noppenbach
Der Noppenbach entspringt als Wiedenbach nördlich von Weyersdorf und fließt vorbei an Hofstetten und Pfaffing, wo der Pfaffinger Bach einmündet. Nachdem dieser Schweinern durchflossen hat, mündet der Schweibach ein, der in mehreren Quellen an der Silbernen Birn nahe Thallern entspringt. Die Quellbäche des Schweibaches, die sich in Thallern vereinigen, durchfließen den Dachsgraben, den Mittergraben sowie den Vordergraben. Nach dem Durchfluss von Grünz, Eitzendorf und Noppendorf mündet der Noppenbach kurz vor der Bahnbrücke in Statzendorf von links in die Fladnitz.

#### Anzenhofer Bach
Der Anzenhofer Bach oder Anzenhoferbach entspringt am Osthang des Ammerings in mehreren Quellbächen und vereinigt sich nahe Ambach zum Ambach. Nach dem Durchfließen von Hausheim vereinigt sich dieser in Absdorf mit dem in Oberwölbling entstehenden Anzenhofer Bach, der kurz nach der Bahnbrücke in Statzendorf in die Fladnitz mündet.
Der Anzenhofer Bach hieß bis in das späte 20. Jahrhundert „Werksbach“, da er die Kohlengruben des Statzendorfer Glanzkohlebergwerks (Hauptschacht in Anzenhof) entwässerte.

#### Höbenbach
Der Höbenbach entspringt nahe Höbenbach und mündet, nach der Passage von Eggendorf, in Paudorf von rechts in die Fladnitz.

#### Halterbach
Der Halterbach entspringt am Westhang des Ammerings in mehreren Quellbächen, die sich in Wolfenreith vereinigen. Nahe Schenkenbrunn mündet der zwischen Nesselstauden und Schenkenbrunn aus mehreren Quellbächen entstandene Hiesbergbach in ihn. Auf dem Weg nach Oberbergern münden zuerst der Zweite Klingelbach, dann der Schenkenbrunner Bach und der Erste Klingelbach ein. Südlich von Unterbergern mündet der Sendlbach in den Halterbach, zuletzt ein Nebenbach aus dem Kohlgraben.
Der Halterbach fließt schließlich  von links in die enge, nach Westen ausholende Schlinge der Fladnitz um den Umlaufberg Hals in Steinaweg.

## Gewässerqualität
Das Land Niederösterreich bewertet die Gewässerqualität der Fladnitz in weiten Teilen als Güteklasse II-III (mäßig belastet bis stark verschmutzt), im Abschnitt zwischen Obermamau und den Zuflüssen in Statzendorf als Güteklasse III (stark verschmutzt). Der Halterbach gilt auf seiner gesamten Strecke als Güteklasse II (mäßig belastet).

## Wirtschaftliche Nutzung
Am Gewässersystem Fladnitz bestehen zwei Laufkraftwerke, beide am Halterbach. Das ältere Kraftwerk liegt in Oberbergern und wurde erstmals 1951 bewilligt. Es hat eine Fallhöhe von 5,5 m und eine Leistung von 2,94 kW. Das zweite Kraftwerk liegt wenige Kilometer Flussauf und wurde 1975 erstmals zur Stromerzeugung genutzt. Bei einer Fallhöhe von 8,25 m leistet es 7,83 kW.